# Campeonato Mundial de Atletismo de 2017 - 200 m feminino
A competição dos 200 metros feminino no Campeonato Mundial de Atletismo de 2017 foi realizada no Estádio Olímpico de Londres nos dias 8, 10 e 11 de agosto. Dafne Schippers dos Países Baixos levou a  medalha de ouro. 

## Recordes
Antes da competição, os recordes eram os seguintes:
| Recorde mundial                               | Florence Griffith-Joyner (USA) | 21.34 | Seul, Coreia do Sul    | 29 de setembro de 1988 |
| Recorde do campeonato                         | Dafne Schippers (NED)          | 21.63 | Pequim, China          | 28 de agosto de 2015   |
| Melhor marca do ano                           | Tori Bowie (USA)               | 21.77 | Eugene, Estados Unidos | 27 de maio de 2017     |
| Recorde africano                              | Mary Onyali-Omagbemi (NGR)     | 22.07 | Zurique, Suíça         | 14 de agosto de 1996   |
| Recorde asiático                              | Li Xuemei (CHN)                | 22.01 | Xangai, China          | 22 de outubro de 1997  |
| Recorde da América do Norte, Central e Caribe | Florence Griffith-Joyner (USA) | 21.34 | Seul, Coreia do Sul    | 29 de setembro de 1988 |
| Recorde sul-americano                         | Ana Cláudia Lemos (BRA)        | 22.48 | São Paulo, Brasil      | 6 de agosto de 2011    |
| Recorde europeu                               | Dafne Schippers (NED)          | 21.63 | Pequim, China          | 28 de agosto de 2015   |
| Recorde da Oceania                            | Melinda Gainsford-Taylor (AUS) | 22.23 | Estugarda, Alemanha    | 13 de julho de 1997    |

## Medalhistas
| Ouro                  | Prata                    | Bronze                    |
| Dafne Schippers (NED) | Marie-Josée Ta Lou (CIV) | Shaunae Miller-Uibo (BAH) |

## Tempo de qualificação
| Tempo de qualificação |
| --------------------- |
| 23.10                 |

## Calendário
| Data                 | Horário | Fase          |
| -------------------- | ------- | ------------- |
| 8 de agosto de 2017  | 19:30   | Eliminatórias |
| 10 de agosto de 2017 | 21:05   | Semifinais    |
| 11 de agosto de 2017 | 21:50   | Final         |

Todos os horários estão no horário local (UTC+1)

## Resultados

### Eliminatórias
Qualificação: Três primeiros de cada bateria (Q) e os três melhores tempos (q) 
| Pos. | Série | Raia | Atleta                | Nacionalidade        | Tempo | Notas |
| ---- | ----- | ---- | --------------------- | -------------------- | ----- | ----- |
| 1    | 1     | 6    | Dafne Schippers       | Países Baixos        | 22.64 | Q     |
| 2    | 4     | 5    | Shaunae Miller-Uibo   | Bahamas              | 22.69 | Q     |
| 3    | 6     | 4    | Marie-Josée Ta Lou    | Costa do Marfim      | 22.70 | Q     |
| 4    | 5     | 2    | Dina Asher-Smith      | Grã-Bretanha         | 22.73 | Q,    |
| 5    | 2     | 8    | Kimberlyn Duncan      | Estados Unidos       | 22.74 | Q     |
| 6    | 2     | 5    | Mujinga Kambundji     | Suíça                | 22.86 | Q     |
| 7    | 5     | 7    | Crystal Emmanuel      | Canadá               | 22.87 | Q     |
| 8    | 3     | 6    | Deajah Stevens        | Estados Unidos       | 22.90 | Q     |
| 9    | 4     | 7    | Simone Facey          | Jamaica              | 22.98 | Q     |
| 9    | 1     | 7    | Tynia Gaither         | Bahamas              | 22.98 | Q     |
| 11   | 7     | 7    | Rebekka Haase         | Alemanha             | 22.99 | Q     |
| 12   | 3     | 8    | Ivet Lalova-Collio    | Bulgária             | 23.08 | Q     |
| 13   | 6     | 6    | Sarah Atcho           | Suíça                | 23.09 | Q     |
| 14   | 1     | 4    | Maria Belimpasaki     | Grécia               | 23.16 | Q     |
| 15   | 6     | 8    | Anthonique Strachan   | Bahamas              | 23.23 | Q     |
| 16   | 4     | 2    | Edidiong Odiong       | Bahrein              | 23.24 | Q     |
| 17   | 2     | 4    | Vitória Cristina Rosa | Brasil               | 23.26 | Q     |
| 18   | 3     | 2    | Sashalee Forbes       | Jamaica              | 23.26 | Q     |
| 19   | 1     | 2    | Bianca Williams       | Grã-Bretanha         | 23.30 | q     |
| 20   | 7     | 5    | Rosângela Santos      | Brasil               | 23.34 | Q     |
| 21   | 2     | 3    | Justine Palframan     | África do Sul        | 23.35 | q     |
| 22   | 1     | 8    | Jodean Williams       | Jamaica              | 23.38 | q     |
| 23   | 3     | 7    | Shannon Hylton        | Grã-Bretanha         | 23.39 |       |
| 24   | 4     | 8    | Yana Kachur           | Ucrânia              | 23.47 |       |
| 25   | 1     | 3    | Anna Kiełbasińska     | Polónia              | 23.48 |       |
| 26   | 7     | 2    | Semoy Hackett         | Trinidad e Tobago    | 23.50 | Q     |
| 27   | 7     | 4    | Cornelia Halbheer     | Suíça                | 23.51 |       |
| 28   | 7     | 8    | Gloria Hooper         | Itália               | 23.51 |       |
| 29   | 6     | 3    | Sindija Bukša         | Letônia              | 23.54 |       |
| 30   | 4     | 4    | Sada Williams         | Barbados             | 23.55 |       |
| 31   | 7     | 3    | Gina Bass             | Gâmbia               | 23.56 |       |
| 32   | 2     | 6    | Viktoriya Zyabkina    | Cazaquistão          | 23.66 |       |
| 33   | 5     | 8    | Estelle Raffai        | França               | 23.72 | Q     |
| 34   | 6     | 5    | Irene Siragusa        | Itália               | 23.73 |       |
| 35   | 4     | 3    | Kayelle Clarke        | Trinidad e Tobago    | 23.75 |       |
| 36   | 1     | 5    | Riley Day             | Austrália            | 23.77 |       |
| 37   | 5     | 3    | Janet Amponsah        | Gana                 | 23.77 |       |
| 38   | 3     | 5    | Estela García         | Espanha              | 23.78 |       |
| 39   | 2     | 7    | Lorène Bazolo         | Portugal             | 23.85 |       |
| 40   | 3     | 4    | Mariely Sánchez       | República Dominicana | 23.89 |       |
| 41   | 6     | 2    | Isidora Jiménez       | Chile                | 23.89 |       |
| 42   | 4     | 6    | Toea Wisil            | Papua-Nova Guiné     | 23.93 |       |
| 43   | 3     | 3    | Ella Nelson           | Austrália            | 24.02 |       |
| 44   | 5     | 4    | Nediam Vargas         | Venezuela            | 24.35 |       |
| 45   | 2     | 2    | Ulfa Silpiana         | Indonésia            | 25.23 |       |
| 46   | 5     | 6    | Regine Tugade         | Guam                 | 26.22 |       |
| 47   | 7     | 6    | Tori Bowie            | Estados Unidos       | DNS   |       |
| 47   | 5     | 5    | Michelle-Lee Ahye     | Trinidad e Tobago    | DNS   |       |
| 47   | 6     | 7    | Laura Müller          | Alemanha             | DNS   |       |

### Semifinais
Qualificação: Dois primeiros de cada bateria (Q) e os dois melhores tempos (q).
| Pos. | Série | Raia | Atleta                | Nacionalidade     | Tempo | Notas   |
| ---- | ----- | ---- | --------------------- | ----------------- | ----- | ------- |
| 1    | 1     | 5    | Dafne Schippers       | Países Baixos     | 22.49 | Q       |
| 2    | 2     | 7    | Shaunae Miller-Uibo   | Bahamas           | 22.49 | Q       |
| 3    | 3     | 5    | Marie-Josée Ta Lou    | Costa do Marfim   | 22.50 | Q       |
| 4    | 1     | 6    | Deajah Stevens        | Estados Unidos    | 22.71 | Q       |
| 5    | 2     | 4    | Kimberlyn Duncan      | Estados Unidos    | 22.73 | Q       |
| 6    | 3     | 4    | Dina Asher-Smith      | Grã-Bretanha      | 22.73 | Q,      |
| 7    | 3     | 6    | Crystal Emmanuel      | Canadá            | 22.85 | q       |
| 8    | 3     | 7    | Tynia Gaither         | Bahamas           | 22.85 | q       |
| 9    | 1     | 7    | Ivet Lalova-Collio    | Bulgária          | 22.96 |         |
| 10   | 2     | 5    | Mujinga Kambundji     | Suíça             | 23.00 |         |
| 11   | 2     | 6    | Simone Facey          | Jamaica           | 23.01 |         |
| 12   | 1     | 4    | Rebekka Haase         | Alemanha          | 23.03 |         |
| 13   | 1     | 3    | Sashalee Forbes       | Jamaica           | 23.09 |         |
| 14   | 1     | 8    | Sarah Atcho           | Suíça             | 23.12 |         |
| 15   | 1     | 2    | Justine Palframan     | África do Sul     | 23.21 |         |
| 16   | 1     | 9    | Anthonique Strachan   | Bahamas           | 23.21 |         |
| 17   | 3     | 8    | Maria Belimpasaki     | Grécia            | 23.21 |         |
| 18   | 2     | 8    | Edidiong Odiong       | Bahrein           | 23.24 |         |
| 19   | 3     | 9    | Vitória Cristina Rosa | Brasil            | 23.31 |         |
| 20   | 3     | 2    | Jodean Williams       | Jamaica           | 23.32 |         |
| 21   | 2     | 3    | Bianca Williams       | Grã-Bretanha      | 23.40 |         |
| 22   | 3     | 3    | Estelle Raffai        | França            | 23.45 |         |
| 23   | 2     | 2    | Semoy Hackett         | Trinidad e Tobago | 23.54 |         |
| 24   | 2     | 9    | Rosângela Santos      | Brasil            | DSQ   | R 162.7 |

### Final
A final da prova ocorreu dia 11 de agosto às 21:50 com vento: 0,1 m/s. 
| Pos.              | Raia | Atleta              | Nacionalidade   | Tempo | Notas                |
| ----------------- | ---- | ------------------- | --------------- | ----- | -------------------- |
| Medalha de ouro   | 6    | Dafne Schippers     | Países Baixos   | 22.05 | Recorde da temporada |
| Medalha de prata  | 4    | Marie-Josée Ta Lou  | Costa do Marfim | 22.08 | Recorde nacional     |
| Medalha de bronze | 5    | Shaunae Miller-Uibo | Bahamas         | 22.15 |                      |
| 4                 | 8    | Dina Asher-Smith    | Grã-Bretanha    | 22.22 | Recorde da temporada |
| 5                 | 7    | Deajah Stevens      | Estados Unidos  | 22.44 |                      |
| 6                 | 9    | Kimberlyn Duncan    | Estados Unidos  | 22.59 |                      |
| 7                 | 2    | Crystal Emmanuel    | Canadá          | 22.60 |                      |
| 8                 | 3    | Tynia Gaither       | Bahamas         | 23.07 |                      |

Legenda
| Recorde mundial       | Recorde mundial (World record)               |                       | Recorde africano                      | Recorde africano (African) |                                           | Q | Classificado por posição (Qualified) |
| Recorde do campeonato | Recorde do campeonato (Championship record)  | Recorde da América    | Recorde da América (Americas)         | q                          | Classificado por melhor tempo (Qualified) |   |                                      |
| Melhor marca do ano   | Melhor marca do ano (World leading)          | Recorde asiático      | Recorde asiático (Asian)              | DNS                        | Não largou (Did not start)                |   |                                      |
| Recorde nacional      | Recorde nacional (National record)           | Recorde europeu       | Recorde europeu (European)            | DNF                        | Não terminou (Did not finish)             |   |                                      |
| Recorde pessoal       | Recorde pessoal do atleta (Personal best)    | Recorde da Oceania    | Recorde da Oceania (Oceania)          | DSQ / DQ                   | Desclassificado (Disqualified)            |   |                                      |
| Recorde da temporada  | Recorde da temporada do atleta (Season best) | Recorde sul-americano | Recorde sul-americano (South America) | NM                         | Sem marca (No mark)                       |   |                                      |